# Originators of the Northern Darkness – A Tribute to Mayhem
Originators of the Northern Darkness – A Tribute to Mayhem es un álbum tributo, un proyecto discográfico producido en 2001 para conmemorar a la banda pionera del black metal noruego Mayhem. El álbum contiene las grabaciones más importantes de la banda e interpretado por varios artistas del black metal. En el libreto, el batería Bard Faust hace un resumen de lo que significó la banda en sus primeros años de historia. El álbum contiene la única canción grabada por Gorgoroth que no fue incluida en ninguno de sus álbumes.

## Lista de canciones
1. "From the Dark Past" - Immortal (banda) - 04:40
  - Del álbum De Mysteriis Dom Sathanas.
2. "Pagan Fears" - Dark Funeral - 06:34
  - Del álbum De Mysteriis Dom Sathanas.
3. "Freezing Moon" - Vader - 05:45
  - Del álbum De Mysteriis Dom Sathanas.
4. "Funeral Fog" - Emperor - 05:13
  - Del álbum De Mysteriis Dom Sathanas.
5. "Carnage" - Behemoth - 04:07
  - Del demo Pure Fucking Armageddon.
6. "De Mysteriis Dom Sathanas" - Limbonic Art - 06:51
  - Del álbum De Mysteriis Dom Sathanas.
7. "Buried by Time and Dust" - Keep of Kalessin - 03:34
  - Del álbum De Mysteriis Dom Sathanas.
8. "Life Eternal" - Gorgoroth - 04:45
  - Del álbum De Mysteriis Dom Sathanas.
9. "Ghoul" - Carpathian Forest - 03:41
  - Del demo Pure Fucking Armageddon.
10. "Into Thy Labyrinth" - Seth - 05:29
  - Del EP Wolf's Lair Abyss.
11. "Cursed in Eternity" - Gehenna - 04:58
  - Del álbum De Mysteriis Dom Sathanas.
12. "Deathcrush" - Absu - 06:52
  - Del EP Deathcrush.

## Créditos
| Immortal - Abbath - guitarra y voces - Iscariah - bajo - Horgh - batería Dark Funeral - Emperor Magus Caligula - voces - Lord Ahriman - guitarra - Thypos - guitarra - Gaahnfaust - batería Vader - Piotr Wiwczarek - voz y guitarra - Docent - batería - Mauser - guitarra - Shambo - bajo Emperor - Ihsahn - voces, bajo y guitarra - Samoth - guitarra - Trym Torson batería - Attila Csihar - voz invitada (en la actualidad, vocalista de Mayhem) Behemoth - Nergal - guitarra y voces - Inferno - batería - Novy - bajo - Havok - guitarra | Limbonic Art - Daemon - voces, guitarra, bajo y batería - Morfeus - voces y guitarra (en la actualidad, guitarrista de Mayhem) Keep of Kalessin - Obsidian C. - guitarra - Vyl - batería - Wharach - bajo - Ghâsh - voces Gorgoroth - Infernus - guitarra - Tormentor - guitarra - Gaahl - voz - T-Reaper - bajo y guitarra - Vrolok - batería Carpathian Forest - Nattefrost - voz, guitarra y bajo - Vrangsinn - voces, bajo y guitarra - Anders Kobro - batería Seth - Heimoth - guitarra y teclados - Alsvid - batería - Faucon Noir - bajo - Vicomte Vampyr Arkames - voz Gehenna - Sanrabb - guitarra y voces (guitarrista de Mayhem en 2004) - Dolgar - guitarra y voces - E.N. Death - bajo - Blod - batería Absu - Sir Proscriptor McGovern - batería y voces - Shaftiel - guitarra y voces - Equitant Ifernain - guitarra y voces |